# Phlebotomus wellingsae
Phlebotomus wellingsae är en tvåvingeart som beskrevs av Lewis och Dyce 1983. Phlebotomus wellingsae ingår i släktet Phlebotomus och familjen fjärilsmyggor. Inga underarter finns listade i Catalogue of Life.